# Aymeric Laporte
Aymeric Laporte, född 27 maj 1994 i Agen, Nouvelle-Aquitaine, är en fransk-spansk fotbollsspelare som sedan 2023 spelar för Al-Nassr i Saudi Professional League. Hans huvudsakliga position är mittback men han har även spelat vänsterback vid några tillfällen.
Aymeric Laporte började sin karriär i SU Agen Football. År 2010 anslöt han sig till Athletic Bilbaos ungdomsverksamhet och den 9 december 2012 gjorde han sin La Liga-debut då han spelade en minut i 1-0-segern över Celta de Vigo.
Den 30 januari 2018 lämnade Laporte Athletic Bilbao för Manchester City. Denna affär slog Manchester citys transferrekord då priset landade på cirka 650 miljoner svenska kronor.
Laporte har representerat Frankrike på U17-, U18-, U19- och U21-nivå. I maj 2021 blev Laporte uttagen i Spaniens trupp till EM 2021.